# Positiv Parenting Program
Positiv Parenting Program (skr. Tripple P) – program profilaktyki antyprzemocowej adresowany do rodziców.
Jest jednym z najbardziej rozpowszechnionych programów w swoim zakresie. Powstał w latach 80. XX wieku, a jego autorem był Matt Sanders wraz ze współpracownikami z Uniwersytetu Queensland. Program działa w różnych płaszczyznach prewencji: poradnictwie, treningu i zaawansowanej pomocy w indywidualnym przypadku. W każdym z tych obszarów stosuje się różnorodne techniki, za pomocą których dociera się do rodziców: rozpowszechniania materiałów informacyjnych i edukacyjnych (broszury, wydawnictwa, audio i wideo), poradnictwo indywidualne podczas spotkań oraz w trakcie aktywnych treningów strategii wychowawczych (inscenizacje związane z rolami rodzinnymi), trening grupowy (kursy) oraz poradnictwo telefoniczne po ukończeniu poprzednich form terapeutycznych. W przypadku rodzinnych trudności sprzężonych (depresja, nadużywanie substancji psychoaktywnych, konflikt małżeński, zaburzenia zachowania u dzieci) stosuje się poszerzone formy treningowe, w tym wspomaganie wychodzenia z współistniejących problemów.
Metoda była ewaluowana pod względem skuteczności ze skutkiem pozytywnym. Stwierdzono efektywność tak bezpośrednio po zakończeniu treningu, jak i sześć oraz dwanaście miesięcy po nim. Program jest obecnie stosowany w ponad 25 krajach świata.